# Comuna Vilșanîk, Sambir
Vilșanîk (în ucraineană Вільшаник) este o comună în raionul Sambir, regiunea Liov, Ucraina, formată din satele Cerhava, Hlîboci, Troianî și Vilșanîk (reședința).

## Demografie
Componența lingvistică a comunei Vilșanîk
     Ucraineană (99,6%)
     Alte limbi (0,17%)
Conform recensământului din 2001, majoritatea populației comunei Vilșanîk era vorbitoare de ucraineană (99,6%), existând în minoritate și vorbitori de alte limbi.